# Космос 434
Космос 434 (още „Т2К № 3“) е съветски безпилотен космически апарат, предназначен за провеждане на трети изпитателен полет на Лунния кораб (ЛК) в Лунната програма на СССР за кацане на човек на Луната. Официалната цел на полета е изследване на горните слоеве на атмосферата и космическото пространство.

## Програма
По време на полета са предвидени изпитания на двигателната установка и отработка на детайлите по кацане на кацащата степен на лунния кораб „ЛК“. Програмата е аналогична на тази на Космос 379:
- излизане на ниска околоземна орбита (след старта тя е 188 – 267 km);
- Имитиране престой на Луната. В продължение на три дни се правят проверки на бордната апаратура и се симулира „изхвърляне“ на лунния кацащ модул;
- симулиране прелитане до Луната. Извършва се повторно включване на двигателя на „Блок Е“ и апарата „излиза“ на височина 203 – 10 903 km;
- симулиране излизане на окололунна орбита. В режим на максимална мощност се провежда симулация на излизане на „ЛК“ на орбита за скачване с кораба Союз 7К-Л3. След тази маневра орбитата на апарата става 11 804 km
- симулиране сближаване и скачване с орбиталния кораб апаратът извършва серия маневри по корекция на траекторията си.

По време на това трето изпитание на прототипа на „ЛК“ е осъществено най-продължителното включване на двигателя на кораба. Всички изпитания са напълно успешни, а това е последният тестов полет. Потвърдена е готовността на апарата за полет в пилотиран режим. Космическият апарат изгаря в плътните слоеве на земната атмосфера на 22 август 1981 г. над територията на Австралия.